# Хомеоарктон
Хомеоарктон или хомојарктон (grč. όμοιόαρχων — који има сличан почетак) је стилска фигура која означава гласовно подударање на почетку речи. Супротна фигура је хомеотелеутон с којим се заједно убраја у парехезу. Увек је удружена с алитерацијом и асонанцом. Назива се још и хомеоарктеон. Може се поистоветити с римом која везује почетке речи и стихова. Припада фигурама дикције.

## Употреба
Хомеоарктон је често стилско средство како у поезији тако и у прози, нарочито у пословицама и брзалицама. Јавља се и у устаљеним спојевима речи (нпр. румена ружа), у свакодневном говору, и играма речи попут таутограма.
Као и хомеотелеутон, и термин хомеоарктон се користи за грешку изостављања текста приликом његовог преписивања или прекуцавања која се јавља због сличних почетака речи у реченицама или редовима. У таквим случајевима хомеоарктон и хомеотелеутон нису стилске фигуре већ потпадају под домен текстологије.

## Примери

### У народним умотворинама
| „                          | Где је сова излегла сокола. Много знати, значи пре времена остарити. Пара и памети човеку никада није доста. Лакомац и лажљивац одмах се погоде. Није никаква мајсторија међу добрима добар бити. Од туђега туга бије. | ” |
| — српске народне пословице | |   |

| „                         | Игла игра игру игле. Стала мала Мара на крај стара хана сама. Милили, Мирини, мирисни, дивни шимшири. Ко покопа попу боб у петак пред Петровдан? Купих прасе у Прокупљу, пронесох га кроз Прокупље, продадох га у Прокупљу. Брсти бршљан брдска коза, јарац јаре јарком воза. | ” |
| — српске народне брзалице | |   |

### Удружена са хомеотелеутоном
| „                          | Слабо слови, али добро лови. | ” |
| — српска народна пословица |                              |   |

| „                          | Свуд је проћи, ал' је дома доћи. | ” |
| — српска народна пословица |                                  |   |

| „                         | Петар Петру плете плот, са три прута по три пута, брзо плети Петре плот. | ” |
| — српска народна брзалица |                                                                          |   |

### У савременој поезији
| „                                 | Вино је бура, бургија и хук, (...) Хлеб је бедем бедних (...). | ” |
| — Миодраг Павловић, „Хлеб и вино” |                                                                |   |

| „                    | О озверене звезде, о озвездане звери (...) | ” |
| — Коњ, Иван В. Лалић |                                            |   |

## Сличне стилске фигуре
- Алитерација
- Асонанца
- Игра речима
- Каламбур
- Парегменон
- Парехеза
- Парономазија
- Хомеоптотон (хомојоптотон)
- Хомеотелеутон (хомојотелеутон)